# 青年奥林匹克运动会
青年奧林匹克運動會（英語：Youth Olympic Games，中文簡稱青年奧運）是一個由國際奧委會舉辦的正式國際賽事，參賽選手年齡限制定為15至18歲，比賽項目大部分與奧林匹克運動會相同，少部分會不一樣。青年奧運分為冬季青年奧林匹克運動會和夏季青年奧林匹克運動會，各每四年一屆，與奧運會一樣，火炬接力（起點同樣也位於雅典）、奏國歌、升國旗等奧運會象徵儀式獲得保留，以傳遞奧運精神。夏季青年奧運賽程最長12天。

## 起源
羅格於2001年接任國際奧委會主席後，力主強化奧林匹克精神在奧林匹克活動中的重要性，他其後主張為青年人創建一個具有奧運精神的運動會，以此激勵全世界的年輕人從事體育運動，這個創意得到國際奧委會認可及研究。
在2007年7月5日於瓜地馬拉市所舉行的國際奧委會第119次全體會議正式通過從2010年起舉行青年奧林匹克運動會。
首屆夏季青年奧運於2010年8月14日－26日於新加坡舉行，冬季青年奧運則於2012年1月13日－22日在奥地利的因斯布鲁克举行。
參賽運動員的年齡在14至18歲之間，國際奧委會將規定成員國在各項目只能選擇參加一個年齡組的比賽。

## 比賽申辦

### 2010年運動會
第一屆夏季青年奧林匹克運動會已於2010年舉辦，曾向國際奧委會提交資料表示有意申辦的城市，包括：雅典、曼谷、迪比辛尼、危地馬拉城、吉隆坡、莫斯科、波茲南、新加坡及都靈。國際奧委會在2007年11月19日宣佈五個候選城市名單，分別是希臘雅典、泰國曼谷、新加坡、俄羅斯莫斯科和意大利都靈。國際奧委會評估委員會在2008年1月底向國際奧委會執委會提交評估報告，莫斯科和新加坡最終獲認可為最終入圍城市。所有國際奧委會成員國（最終入圍的俄羅斯和新加坡除外）以郵寄投票的方式選舉出最終的主辦城市。國際奧委會主席羅格於2008年2月21日宣佈2010年夏季青年奧林匹克運動會的主辦城市為新加坡。

### 2014年運動會
2010年2月10日，在加拿大温哥华的第122次国际奥委会全会上，中国南京以47票比42票战胜波兰波兹南获得主办权。

### 2018年運動會
國際奧委會在2013年2月宣布2018年青奧會的三個入圍城市名單，其中包括阿根廷布宜诺斯艾利斯、英國蘇格蘭格拉斯哥和哥倫比亞美德殷。最後由布宜诺斯艾利斯取得主辦權。

### 2026年運動會
2018年2月，国际奥委会在韩国平昌举办的第132届全体会议上决定，第四届夏季青年奥运会将由非洲国家承办。
國際奧委會在2018年10月8日於阿根廷布宜诺斯艾利斯举行的第133届国际奥委会会议上决定由塞内加尔首都达喀尔举办2022年青奥会。此屆青奧會隨後因為2019冠狀病毒病疫情的關係而延遲至2026年。

## 青年奧運列表

### 夏季青年奧運
| 屆次 | 年   | 主辦城市       | 主辦國   | 開幕日期 | 閉幕日期 | 參賽國家及地區 | 參賽運動員 | 運動     | 項目     | 獎牌榜首      | 參考資料 |
| ---- | ---- | -------------- | -------- | -------- | -------- | -------------- | ---------- | -------- | -------- | ------------- | -------- |
| I    | 2010 | 新加坡         | 新加坡   | 8月14日  | 8月26日  | 204            | 3,600      | 26       | 201      | 中国（CHN）   | [ 4 ]    |
| II   | 2014 | 南京           | 中國     | 8月16日  | 8月28日  | 203            | 3,787      | 28       | 222      | 中国（CHN）   | [ 5 ]    |
| III  | 2018 | 布宜諾斯艾利斯 | 阿根廷   | 10月6日  | 10月18日 | 206            | 4000       | 32       | 243      | 俄罗斯（RUS） | [ 6 ]    |
| IV   | 2026 | 達喀爾         | 塞内加尔 | 10月22日 | 11月9日  | 未來賽事       | 未來賽事   | 未來賽事 | 未來賽事 | 未來賽事      |          |
| V    | 2030 | 待定           | 待定     | 待定     | 待定     | 待定           | 待定       | 待定     | 待定     | 待定          |          |

### 冬季青年奧運
| 屆次 | 年   | 主辦城市              | 主辦國 | 開幕日期 | 閉幕日期 | 參賽國家及地區 | 參賽運動員 | 運動 | 項目 | 獎牌榜首      | 參考資料 |
| ---- | ---- | --------------------- | ------ | -------- | -------- | -------------- | ---------- | ---- | ---- | ------------- | -------- |
| I    | 2012 | 因斯布魯克            | 奥地利 | 1月13日  | 1月22日  | 69             | 1,059      | 7    | 63   | 德国（GER）   | [ 7 ]    |
| II   | 2016 | 利勒哈默爾            | 挪威   | 2月12日  | 2月21日  | 71             | 1,100      | 7    | 70   | 美国（USA）   | [ 8 ]    |
| III  | 2020 | 洛桑                  | 瑞士   | 1月9日   | 1月22日  | 79             | 1,872      | 8    | 81   | 俄罗斯（RUS） |          |
| IV   | 2024 | 江原道                |        | 1月19日  | 2月2日   | 78             | 1,802      | 7    | 81   | 意大利（ITA） |          |
| V    | 2028 | 多洛米蒂山-瓦尔泰利纳 | 義大利 | 1月15日  | 1月29日  | 待定           | 待定       | 待定 | 待定 | 待定          |          |

## 比賽項目
跳水、游泳、射箭、田徑、羽球、3對3籃球、拳擊、輕艇、自由車、馬術、擊劍、足球、體操、手球、曲棍球、柔道、現代五項、划船、帆船、射擊、桌球、跆拳道、網球、鐵人三項、排球、舉重、角力等27個大項。

## 獎牌榜
| 排名 | 国家／地区      | 金牌 | 银牌 | 铜牌 | 總數 |
| ---- | --------------- | ---- | ---- | ---- | ---- |
| 1    | 中国（CHN）     | 75   | 33   | 23   | 131  |
| 2    | 俄罗斯（RUS）   | 50   | 37   | 29   | 116  |
| —    | 混合国家（MIX） | 25   | 23   | 28   | 76   |
| 3    | 韩国（KOR）     | 21   | 13   | 11   | 45   |
| 4    | 日本（JPN）     | 17   | 19   | 17   | 53   |
| 5    | 乌克兰（UKR）   | 16   | 18   | 23   | 57   |
| 6    | 美国（USA）     | 16   | 17   | 18   | 51   |
| 7    | 法国（FRA）     | 16   | 7    | 21   | 44   |
| 8    | 德国（GER）     | 14   | 24   | 26   | 64   |
| 9    | 意大利（ITA）   | 14   | 19   | 12   | 45   |
| 10   | （AUS）         | 12   | 16   | 24   | 52   |
| 總計 | 總計            | 489  | 482  | 524  | 1495 |